# Salsola subsericea
Salsola subsericea är en amarantväxtart som beskrevs av Christo Albertyn Smith. Salsola subsericea ingår i släktet sodaörter, och familjen amarantväxter. Inga underarter finns listade i Catalogue of Life.